# Łękanów
Łękanów – wieś w Polsce położona w województwie dolnośląskim, w powiecie górowskim, w gminie Niechlów.

## Podział administracyjny
W latach 1975–1998 miejscowość administracyjnie należała do województwa leszczyńskiego.

## Położenie
Przez wieś przebiega droga wojewódzka nr 305.

## Zabytki
Do wojewódzkiego rejestru zabytków wpisane są obiekty:
- zespół dworski, z drugiej połowy XIX w. Majątek powstał w XVIII-XIX w., a w końcu XIX w. jako właściciel wymieniany jest Alfred hrabia Schlabrendorf i Seppau z rodu ordynatów Seppau (obecnie Szczepów, powiat głogowski). Do roku 1937 majątek należał do ordynacji. Jego częścią był zespół z dworem (w jęz. niemieckim na starych pocztówkach określany jako pałac, Schloss), parkiem i folwarkiem z podwórzem, w części obecnie objęty ochroną Dolnośląskiego Wojewódzkiego Konserwatora Zabytków. Po wojnie wydzielono z majątku zespół, który przekazano Państwowemu Gospodarstwu Rolnemu Naratów. W trakcie użytkowania oraz po likwidacji PGR zespół uległ znaczącym przekształceniom wnętrz, a reprezentacyjny dwór zamieniono w mieszkania. Budynki i park zaniedbano. W roku 2013 właściciel zespołu, Agencja Nieruchomości Rolnych Skarbu Państwa, sprzedał go w przetargu nieograniczonym prywatnemu inwestorowi, który planuje rewitalizację zabytku i urządzenie w nim hotelu[5]:
  - dwór
  - park
  - budynki folwarczne.